# قائمة المجلات باللغة الفارسية
هذه هي قائمة المجلات المنشورة باللغة الفارسية:
| اسم                                         | تاريخ     | موضوع                              |
| ------------------------------------------- | --------- | ---------------------------------- |
| مدرسة الناصرية - مبارك - دار الفنون - تبريز | 1893-1894 |                                    |
| غويا                                        |           | مجلة تصدر كل أسبوعين في الإمارات   |
| شهرفانز إ إيمروز                            |           |                                    |
| مجلة بخارى                                  |           |                                    |
| الحوادث (المجلة)                            |           |                                    |
| إيرانا إسبرانتستو                           |           |                                    |
| مجلة جوزرش                                  |           |                                    |
| نجمة إيران                                  | 1994 -    | صحيفة ومجلة أسبوعية منشورة في كندا |
| دنيا ي بازي                                 | 2005 -    | أول مجلة لعبة إيرانية رسمية        |

## روابط خارجية
- Noormags - قائمة المجلات الإيرانية باللغة الفارسية
- MagIran - قاعدة بيانات الصحافة الإيرانية